# Jazvenik
Jazvenik is een plaats in de gemeente Sisak in de Kroatische provincie Sisak-Moslavina. De plaats telt 143 inwoners (2001).